# Mello Yello
Mello Yello är en läskedryck som produceras och marknadsförs av The Coca-Cola Company. Mello Yello smakar citrus och har hög koffeinhalt. Den lanserades 1979 för att konkurrera med Pepsis Mountain Dew.
Tidigare har det funnits tre smakvarianter av Mello Yello: Mello Yello Cherry, Mello Yello Afterglow (med persikosmak) och Mello Yello Melon. 